# 莫哈末·韩查
莫哈末·韩查（1918年3月5日—1993年2月19日) 是马来西亚国旗辉煌条纹的设计者。1948年，英政府通过一个专门委员会开始筹办了马来西亚国旗的设计比赛。最后，只有3面国旗草案进入了决赛。其中第3面由莫哈末·韩查设计的国旗草案当选为马来亚联邦旗。

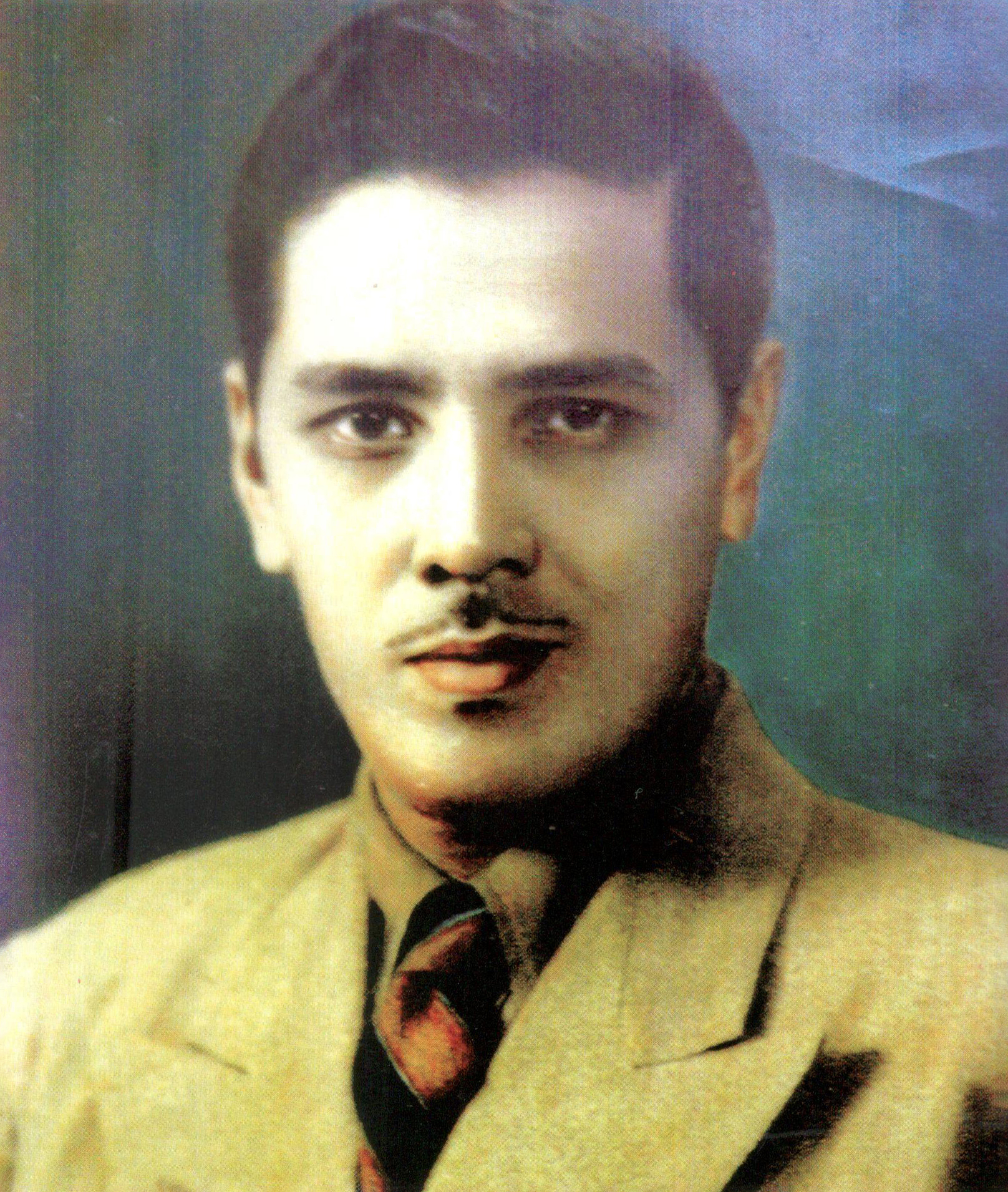
莫哈末·韩查

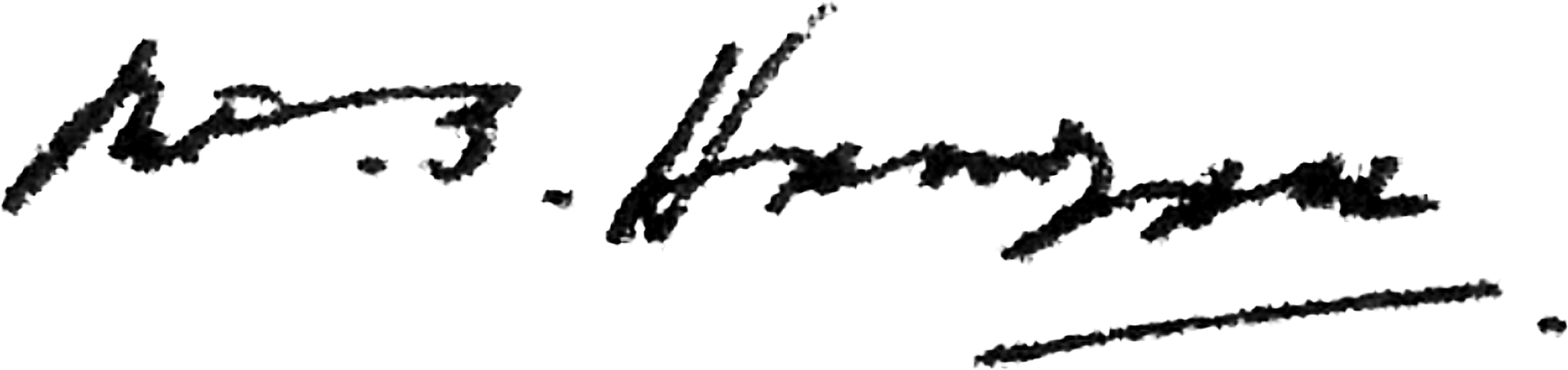
莫哈末·韩查的签名

## 生平
莫哈末·韩查早年在新山英文书院和新加坡莱佛士学院接受教育。1939年，他报读了伦敦森林地区都泽堂新闻美术学校（英語：Press Art School, Tudor Hall, Forest Hill, London）的函授课程。1993年2月19日，莫哈末韩查逝世，享年75岁。马来西亚政府于2005年公布其为国旗设计者。